# (18453) Nishiyamayukio
(18453) Nishiyamayukio est un astéroïde de la ceinture principale.

## Description
(18453) Nishiyamayukio est un astéroïde de la ceinture principale. Il fut découvert le 2 octobre 1994 à Kitami par Kin Endate et Kazuro Watanabe. Il présente une orbite caractérisée par un demi-grand axe de 2,55 UA, une excentricité de 0,23 et une inclinaison de 5,9° par rapport à l'écliptique.

## Compléments